# Komanice
Komanice (em cirílico: Команице) é uma vila da Sérvia localizada no município de Mionica, pertencente ao distrito de Kolubara, na região de Kolubara Podgorina. A sua população era de 361 habitantes segundo o censo de 2011.

## Demografia
| 1948 | 1953 | 1961 | 1971 | 1981 | 1991 | 2002 | 2011 |
| ---- | ---- | ---- | ---- | ---- | ---- | ---- | ---- |
| 700  | 728  | 624  | 541  | 528  | 455  | 436  | 361  |